# Columbisoga gynerii
Columbisoga gynerii är en insektsart som beskrevs av Frederick Arthur Godfrey Muir 1926. Columbisoga gynerii ingår i släktet Columbisoga och familjen sporrstritar. Inga underarter finns listade i Catalogue of Life.